# بلدة أنتيغو (ويسكونسن)
أنتيغو (بالإنجليزية: Antigo (town), Wisconsin)‏ هي بلدة تقع بولاية ويسكونسن في الولايات المتحدة. تبلغ مساحتها 80.5 (كم²)، وترتفع عن سطح البحر 464 م، بلغ عدد سكانها 1487 نسمة في عام 2000 حسب إحصاء مكتب تعداد الولايات المتحدة وتصل الكثافة السكانية فيها 18.5 نسمة/كم2.

## وصلات خارجية
- The US50 - Cities and Towns in Wisconsin State
- Wisconsin Cities and Towns, Facts, Map, Flag, Colleges, Government, and More